# Chris Mostert
Christiaan (Chris) Mostert is een Nederlandse saxofonist die heeft opgetreden met de Eagles tijdens hun "Farewell 1 Tour" in 2005. Hij maakt deel uit van de blazersgroep the Mighty Horns. Naast zijn opdredens met The Eagles heeft Mostert ook meegespeeld op solotournees van Don Henley, Joe Walsh en Glenn Frey. Ook heeft hij meegespeeld op twee CD's van Glenn Frey en op het laatste studioalbum van The Eagles "Long Road out of Eden".